# Hippoporidra senegambiensis
Hippoporidra senegambiensis is een mosdiertjessoort uit de familie van de Hippoporidridae. De wetenschappelijke naam van de soort is voor het eerst geldig gepubliceerd in 1882 door Carter.